# Malmesbury
Malmesbury é uma cidade ao sul da Inglaterra,  no noroeste do Condado de Wiltshire. Malmesbury é uma das mais antigas povoações da Grã-Bretanha. Está a cerca de 95km a oeste de Londres e 30 milhas a nordeste de Bristol, a 5km ao norte de junção 17 da auto-estrada M4. Sua população é de 7 181 habitantes, de acordo com o censo de 2021. Em Abril de 2009, uma nova autoridade unitária, Wiltshire Council, foi criado. No início de 2000, uma parceria foi criada com Gien, no departamento de Loiret.

## Habitantes notáveis
- Thomas Hobbes - filósofo inglês[7]

## Cidades gêmeas
- Niebüll[8]